# Krisztián Németh
Krisztián Németh (Győr, 5 de janeiro de 1989) é um futebolista húngaro.

## Carreira
Nemeth fez parte do elenco da Seleção Húngara de Futebol da Eurocopa de 2016.